# Myzomela cardinalis
Papa-mel-cardeal ou suga-mel-cardeal (Myzomela cardinalis) é uma espécie de ave da família Meliphagidae.
Pode ser encontrada nos seguintes países: Samoa Americana, Samoa, Ilhas Salomão e Vanuatu.
Os seus habitats naturais são: florestas subtropicais ou tropicais húmidas de baixa altitude e florestas de mangal tropicais ou subtropicais.